# Hahnia himalayaensis
Hahnia himalayaensis är en spindelart som beskrevs av Hu och Zhang 1990. Hahnia himalayaensis ingår i släktet Hahnia och familjen panflöjtsspindlar. Inga underarter finns listade i Catalogue of Life.